# 由良 (插畫家)
由良（3月10日—）是日本游戏开发者（角色設計、導演、製作人）、插畫家。血型A型。

## 作品列表

### BL遊戲
- 冤罪 eine falsche Beschuldi-gung（日语：冤罪 eine falsche Beschuldi-gung）
- 帝國千戰記（日语：帝國千戰記）
- 絕對服從命令
- 奇蹟筆記本（日语：みらくるのーとん）
- Lucky Dog 1
- Laughter Land（日语：Laughter Land）

### 少女遊戲
- 少女戀愛革命★Love Revolution!!（日语：乙女的恋革命★ラブレボ!!）
- Real Rode
- 華アワセ（日语：華アワセ）

### 美少女遊戲
- 奴隷市場
- セイレムの魔女たち

### 畫集
- 由良ARTWORKS−DARK SIDE−
- 由良ARTWORKS−LIGHT SIDE−

## 外部連結
- 官方網站「Tennenouji」